# Toyota Australia
Toyota Motor Corporation Australia (TMCA) oder Toyota Australia ist eine Tochterfirma der Toyota Motor Corporation in Japan. TMCA vertreibt für Toyota Produkte und organisiert den Motorsport, die Werbung und die Geschäfte in Australien. Auch für Fahrzeuge der Marke Lexus ist TMCA in Australien verantwortlich.

## Geschichte
Die Geschäfte von Toyota in Australien begannen 1958 mit dem Import von Land Cruiser für das Snowy Mountains Hydro-Electric Scheme durch Thiess Toyota. 1963 startete die Montage von Toyota-Fahrzeugen bei der Australian Motor Industries (AMI) in Port Melbourne (Victoria). Zu dieser Zeit wurde nur der Tiara montiert. Unter den führenden Männern bei der Etablierung Toyotas in Australien war Kennath Hougham.
Zwischen 1963 und 1966 war Australien der wichtigste Auslandsmarkt für Toyota.
1972 erwarb Toyota die Geschäftsanteile der British Leyland Corporation an AMI und gab Pläne bekannt, 27 Millionen australische Dollar in ein Werk für Motoren und Getriebe zu investieren. Ausschlaggebend für das Engagement war auch der Rückzug Toyotas aus Südkorea (Shinjin Motors) und Taiwan.
Zudem eröffnete AMI 1974 ein zusammen mit Nippondenso errichtetes Komponentenwerk.
Das erste von AMI gebaute Exportfahrzeug war ein Toyota Corona Kombi, der nach Neuseeland geliefert wurde (wo Toyota mit Toyota New Zealand weitere Montagebetriebe unterhielt).
Der einemillionste australische Toyota entstand 1992.
1994 siedelte die gesamte Fertigung von Port Melbourne nach Altona über. Der letzte in Port Melbourne hergestellte Wagen war ein Camry und der erste in Altona gebaute Wagen ein Corolla. In Port Melbourne blieben einige untergeordnete Funktionen der TMCA erhalten.
2004 wurde der zweimillionste Toyota in Australien gebaut.
2005 entstand der zehnmillionste Camry weltweit im TMCA-Werk in Altona.
Die letzten Fertigungsabteilungen wurden im Mai 2006 von Port Melbourne abgezogen und nach Altona verlegt. Im selben Monat wurde das 500.000. Exportfahrzeug, ein Camry, nach Neuseeland ausgeliefert.
Im Laufe der Zeit wurden viele Toyota-Modelle von der TMCA in Port Melbourne oder Altona gebaut, z. B. der Tiara, der Corona, der Crown, der Corolla, der Camry, der Corolla Conquest, der Tazz und der Avalon. Der Land Cruiser allerdings entstand nie in Australien.
Seit 2006 wird auch der Camry in Altona gebaut. Die Fertigung des Avalon wurde eingestellt und auf derselben Montagelinie der Aurion gebaut, der viele Teile mit dem Camry gemein hat. Auch hat TMCA Interesse am Bau des Kluger 4WD in Altona geäußert.
Seit 2010 baute die TMCA den Camry Hybrid, nachdem sie sich einen Zuschuss von der australischen Regierung in Höhe von 35 Millionen australische Dollar gesichert hatte. Der erste australische Camry Hybrid wurde am 11. Dezember 2009 ausgeliefert und vom früheren australischen Premierminister Kevin Rudd gefahren.
Am 3. Oktober 2017 lief das letzte in Altona produzierte Fahrzeug, wiederum ein Camry, vom Band; damit betreibt Toyota in Australien keine Produktionsstätte mehr. Zwischen 1963 und 2017 wurden insgesamt 3.451.115 Fahrzeuge produziert, von denen rund zwei Drittel auf den Camry entfallen.

## Verkaufszahlen der TMCA
Die Toyota Motor Corporation Australia hat zurzeit den größten Anteil an Australiens Neuwagenmarkt. In der Verkaufsperiode 2003–2004 wurde diese Spitzenstellung von Holden übernommen.
Gesamtverkaufszahlen der TMCA
- 2003–2004: 186.370
- 2004–2005: 201.737
- 2005–2006: 202.817
- 2006–2007: 213.847 (z. Z. der höchste Wert für Neuwagenverkäufe der australischen Autoindustrie)

In der Verkaufsperiode 2006–2007 wurde Toyota Australia der erste Automobilhersteller seit 1978, der in derselben Verkaufsperiode die Liste der gesamten Neuwagenverkäufe, die der Personenwagenverkäufe und die der Nutzfahrzeugverkäufe anführte.

## Modellpalette

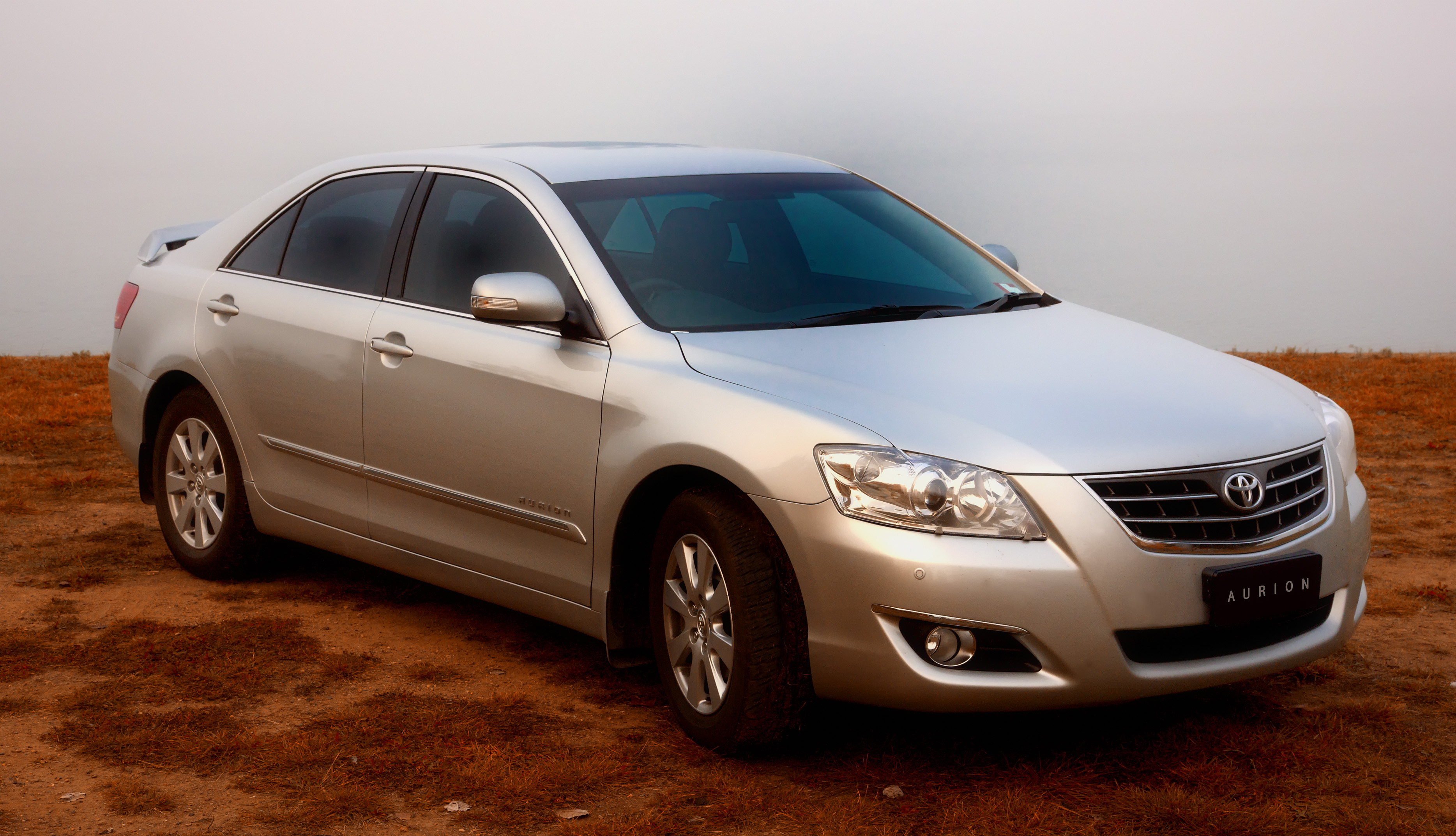
Toyota Aurion aus dem Werk Altona

TMCA bietet eine große Palette an Fahrzeugen für australische Privatleute und Flottenbetreiber an.

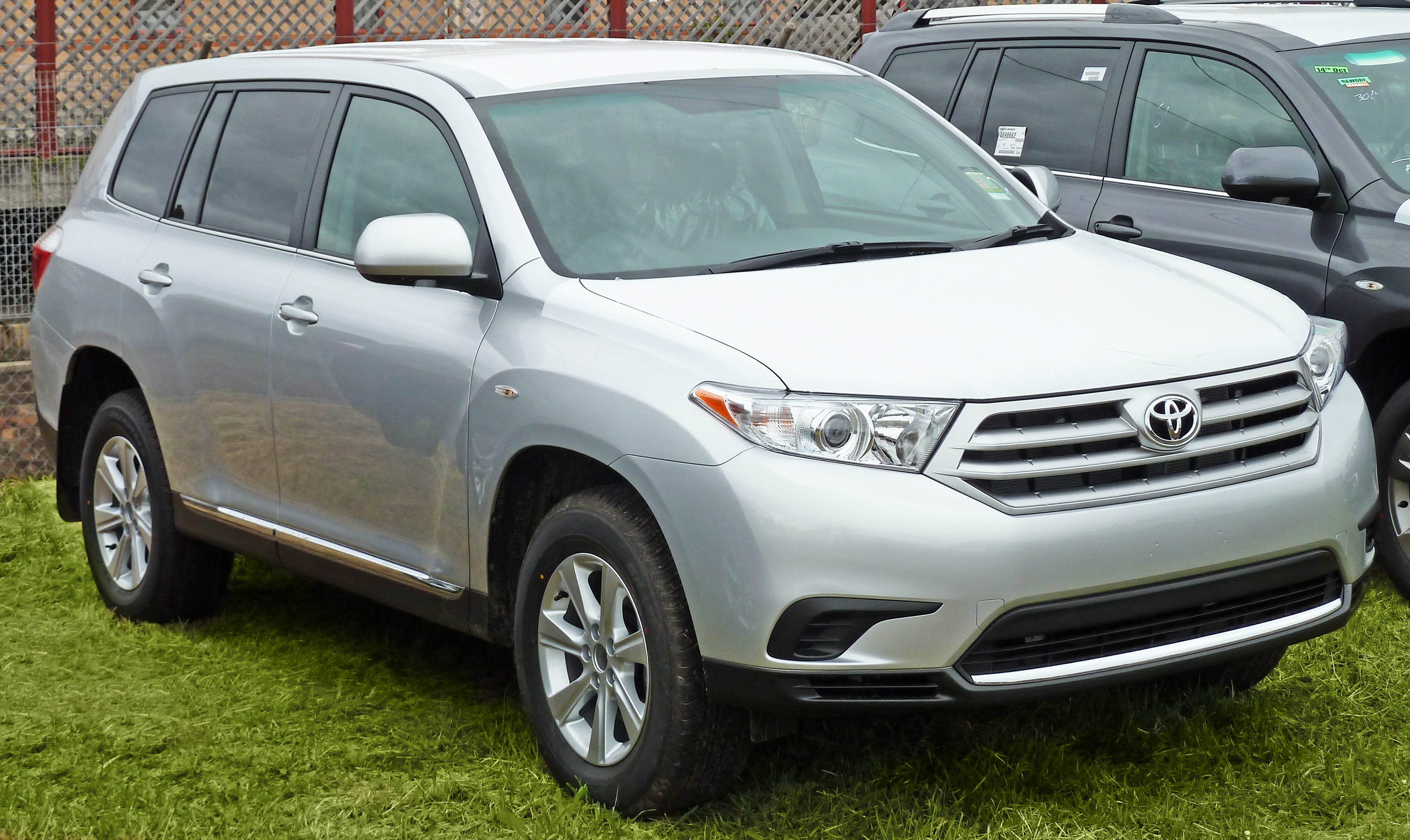
Toyota Kluger aus Japan

Personenwagen
- Aurion (Mittelklasse)
- Avensis (Minivan)
- Camry (Mittelklasse)
- Corolla (Untere Mittelklasse)
- Prius (Mittelklasse)
- Rukus (Untere Mittelklasse)
- Tarago (Minivan)
- Yaris (Kleinwagen)

SUV
- FJ Cruiser (SUV)
- Kluger (SUV)
- Land Cruiser 200 (großer SUV)
- Land Cruiser Prado (SUV)
- RAV4 (kleiner SUV)

Nutzfahrzeuge
- Coaster
- Hiace
- Hilux
- Land Cruiser 78

## Motorsport
TMCA unterstützt derzeit den Motorsport in Form eines Corolla für die Australische Rallye, der von Toyota Racing Development (TRD) getunt wurde.
TRD war auch Tuningabteilung von TMCA, die Hochleistungsversionen normaler Toyota-Fahrzeuge herstellte. Sie wurde 2007 gegründet und wird von ‚Prodrive’ betrieben. Sie steht in Konkurrenz zu den entsprechenden Abteilungen von Ford (FPV) und Holden (HSV). Das erste Modell dieser Abteilung war ein TRD Aurion, eine kompressoraufgeladene Version des normalen Aurion. Der TRD Hilux, eine aufgeladene Version des Hilux Ute, erschien im zweiten Quartal 2008. Im Dezember 2008 aber wurde TRD als Folge eines Strategiewechsels geschlossen. Die Fertigung der Modelle TRD Aurion und TRD Hilux wurde am 31. März 2009 eingestellt; noch vorhandene Fahrzeuge wurden bis Mitte 2009 verkauft.

## Sponsoring
TMCA sponsert zurzeit die Australian Football League (AFL). Der erste Sponsorenvertrag wurde für die Saisons 2004–2006 unterzeichnet. Am 16. Juli 2006 wurde dieser Vertrag um zwei Jahre verlängert.